# Bellator 32
 Bellator XXXII  foi um evento de MMA organizado pelo Bellator Fighting Championships, ocorrido no dia 14 de outubro de 2010 no Kansas City Power & Light District em Kansas City, Missouri. O card foi transmitido na Fox Sports Net e suas afiliadas regionais.

## Background
Esse foi o quarto evento do Bellator à acontecer no Kansas City Power & Light District, em 2010. Bellator XVI, Bellator XXII e Bellator XXVI aconteceram neste mesmo local.
O evento contou com lutas que definiram os Campeões Inalgurais do Bellator no pesos Pesados e Galos.